# مجزرة عائلة سالم (19 ديسمبر 2023)
مجزرة عائلة سالم (19 ديسمبر 2023) هي مجزرة ارتكبها سلاح جوّ الإحتلال الإسرائيلي يوم الثلاثاء الموافق 19 ديسمبر/كانون الأول 2023. استهدفت هذه الغارات عمارة سكنية في حي الرمال نزح إليها عدد كبير من عائلة سالم. هذه المجزرة من ضمن عدة مجازر وقعت خلال عملية طوفان الأقصى. تسبّبت هذه المجزرة الإسرائيليّة والتي استهدفت منزل عائلة سالم إلى استشهاد أكثر من 100 شهيدًا.

## خلفية الحدث
في ساعاتِ الصباح الأولى من يوم السابع من أكتوبر 2023 أطلقت حركة المقاومة الإسلامية حماس عبر ذراعها العسكري كتائب الشهيد عز الدين القسام عملية طوفان الأقصى وذلك ردًا على الاعتداءات الإسرائيلية وتدنيس الأقصى والاستمرار في الاستيطان، كما أكّد على ذلك محمد الضيف القائد العام للقسّام والذي أعطى إشارة انطلاق العمليّة التي شهدت اقتحامًا من المقاومين لمستوطنات غلاف غزة ونجحوا في قتلِ عدد كبيرٍ من الجنود الإسرائيلين، وأسر عشرات آخرين كما استطاعوا خلال ساعات قطع عشرات الكيلومترات ووصلوا لمستوطنات أبعد من تلك المحيطة والقريبة من قطاع غزة.
استمرَّت الاشتباكات بين الجيش الإسرائيلي وبين المقاومين في عديد من المستوطنات وعلى رأسها مستوطنة سديروت. الرد الإسرائيلي على هذه العمليّة جاء من خلال شنّ سلاح الجو الإسرائيلي عشرات الغارات العشوائيّة على القطاع متسبّبة في مقتل عشرات المدنيين وتدمير البنية التحتية لمدن القطاع، ليصل حد فرض إغلاق شامل وقطع متعمد لكل الخدمات من ماء وكهرباء وغاز، وهو ما هدَّد حياة أكثر من مليونَي فلسطيني يعيشُ داخل القطاع الذي يُعاني أصلًا من تبعات الحصار الخانق عليهم منذ ستة عشر عاماً.
وفي مساء يوم 27 أكتوبر/تشرين الأول، أعلن جيش الاحتلال الإسرائيلي بدء الهجوم بري على قطاع غزة من خلال بدء التوغل في بلدة بيت حانون ومخيم البريج. حدث الهجوم وسط سلسلة من الغارات الجوية الإسرائيلية واسعة النطاق التي أدت إلى قطع الاتصالات المتنقلة والوصول إلى الإنترنت في غزة.
وبتاريخ 24 نوفمبر 2023 تم وقف إطلاق النار بين المقاومة الفلسطينية وإسرائيل، وهو وقف إطلاق نار مؤقت جرى في الحرب الدائرة بين فصائل المقاومة الفلسطينية في غزة وإسرائيل. وبتاريخ 2 ديسمبر انتهت الهدنة، وخلال ساعات إنتهاء الهدنة الأولى قام سلاح الطيران الإسرائيلي بشن هجمات صاروخية مكثفة على كافة أنحاء القطاع مع التركيز على المنطقة الجنوبية لقطاع غزة.

## المجزرة
خلال الحرب الفلسطينية الإسرائيلية 2023، أرتكب الجيش الإسرائيلي العديد من المجازر، وكان من بين هذه المجازر هي مجزرة عائلة سالم، حيثُ وقعت هذه المجزرة بتاريخ 19 ديسمبر 2023. قام سلاح الجو الإسرائيلي يقصف عمارة سكنية تواجد فيها أكثر من 120 شخص من عائلة سالم وتحصنوا بها بعد نزوحهم من منازلهم في أقصى شمال القطاع. أعلنت وزارة الصحة داخل القطاع في حصيلة شبه نهائيّة ارتفاع عدد قتلى هذه المجزرة لـ 100 فلسطينييًا جميعهم من أسرة واحدة.

## الضحايا
تجاوز عدد ضحايا هذه المجزرة ما يقارب 100 شخص، وتم التعرف على عدد منهم، ولم يتم التعرف على الضحايا الأخرين بسبب عدم القدرة على إنتشالهم من تحت ركام العمارة السكنية. وممن تم التعرف عليهم:
1. ريم محمد سالم
2. محمد منير محمد سالم
3. ايات منير محمد سالم
4. ابراهيم منير محمد سالم
5. امير منير محمد سالم
6. عبدلله سعيد محمد سالم
7. هاجر منير محمد سالم
8. علا منير سالم
9. ندى منير سالم
10. مريم منير سالم
11. منى ايمان سالم
12. لما محمد اسماعيل سالم
13. هاني ابراهيم سالم
14. محمود ابراهيم سالم
15. احمد ابراهيم سالم
16. اسماهيل موسى سالم
17. ناهد زكريا سالم
18. حنين زكريا سالم
19. زهير محمود سالم
20. علي زهير سالم
21. محمد شوقي سالم
22. خالد منير سالم
23. عبدلله محمود سالم
24. ضحى محمود سالم
25. نسمة محمود سالم
26. سليمان محمد خميس سالم
27. ايمان فيصل سالم
28. هبة سعيد سالم
29. سحر سعيد سالم
30. مريم سعيد سالم
31. هدى سعيد سالم
32. منى سعيد سالم
33. ريم سعيد سالم
34. ليلى سعيد سالم
35. منير محمد سالم
36. نور منير سالم
37. احمد منير سالم
38. موسى منير سالم
39. امية منير سالم
40. علي سعيد سالم
41. امل علي سالم
42. ضحى محمد سالم
43. سهام احمد سالم
44. ريم اسلام منير سالم
45. فريال محمد سالم
46. ابراهيم سالم
47. لبنى سالم
48. حسن هاني سالم
49. سمر هاني سالم
50. عمر هاني سالم
51. ابراهيم هاني سالم
52. جهاد هاني سالم
53. صافي ابراهيم سالم
54. محمد هاني سالم
55. منير ادهم سالم
56. مصطفى محمد سالم
57. سناء وريع سالم
58. محمد اسماعيل سالم
59. امنة بهجت سالم
60. مريم معتز سالم
61. شمس معتز سالم
62. فداء معتز سالم
63. منى معتز سالم
64. اسماعيل علي سالم
65. منة الله حسين سالم
66. اسماعيل موسى سالم، وزوجته
67. زهير محمود سالم، وزوجته
68. علي زهير محمود سالم
69. أمل سالم
70. أيلول سالم
71. محمود شوقي، وأولاده
72. رباب سالم
73. فواز طلعت سالم، وزوجته وأولاده
74. اسماعيل علي سالم، وزوجته وأولاده
75. إبراهيم سالم، وزوجته
76. صافي إبراهيم سالم
77. منير محمد خميس، وزوجته وأولاده
78. محمد منير محمد خميس، وزوجته وأولاده
79. اسلام منير محمد خميس، وزوجته وأولاده
80. بهجت سالم، وزوجته
81. احمد بهجت سالم
82. محمد بهجت سالم
83. بهيجة سالم
84. محمد اسماعيل سالم
85. سناء محمد اسماعيل سالم
86. جيهان زكريا سالم